# Plopsaland Belgium
Plopsaland Belgium (voorheen Plopsaland De Panne) is een themapark van Studio 100 in de Belgische gemeente De Panne (Adinkerke), aan de Noordzeekust en de Franse grens. De kusttram heeft een halte voor de ingang. Het themapark is genoemd naar de kinderprogramma's Kabouter Plop en Samson en Gert van Studio 100.
Het park heeft vooral familie-attracties: de darkrides Het Bos van Plop en Op Reis met Bumba, De Ploptuin, Draconis, DinoSplash, SuperSplash en De Kermis van Samson en Marie met enkele kermisattracties. Deze zijn meestal aangekleed in de stijl van de programma's van Studio 100. In het park vinden optredens plaats van kinderhelden als Samson en Marie en Kabouter Plop. Andere attracties zijn o.a. De Plopsa Express (een treintje dat doorheen het park rijdt), de Nachtwacht-Flyer (een 70 meter hoge starflyer) en The Ride To Happiness.
Volgens het bedrijf zelf bezochten 1.245.000 mensen het pretpark in 2011. In 2013 kreeg het park 1.265.000 bezoekers over de vloer. Tijdens het jaar 2014 waren er dat 1.275.000.
De 25 miljoenste bezoeker bezocht het park op 6 oktober 2024. Het aantal in 2022 lag op 1.382.632 bezoekers. In 2023 waren dat er 1.278.880. In 2024 kwamen 1.388.732 bezoekers naar het park.

## Geschiedenis

### Meli Park
In 1935 werd het park gesticht door Alberic Florizoone, bekend van de honingfabrikant Meli; het heette toen Meli Park. In die tijd waren educatieve shows met bijen (waarbij Alberic zich liet steken), dieren en een speeltuin de belangrijkste attracties. In 1952 opende het sprookjesbos. Het park trok vooral veel kustgangers en Noord-Fransen aan. Indertijd spectaculaire ritten, zoals het Apirama (de Wereld van de Bijtjes) werden geopend. In de jaren '90 verloor het park aan populariteit en bezoekers. De familie Florizoone verkocht eind 1999 het park aan Studio 100 samen met VTM. Alberic Florizoone werd na zijn dood opgenomen in de IAAPA Hall of Fame, die alle belangrijke pioniers van de pretparkindustrie samenbrengt. Hij vertoeft er in het gezelschap van onder anderen Walt Disney.

### Beginjaren

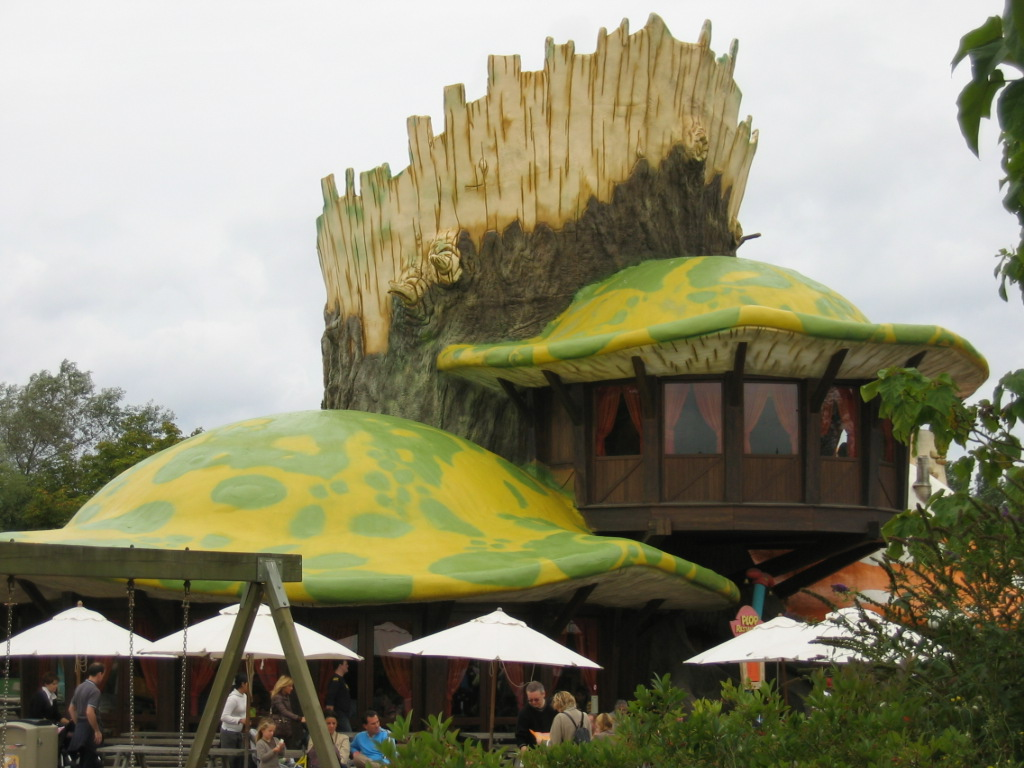
Plop's Hamburger Restaurant

Op 29 april 2000 opende het park de deuren met onder meer een grote paddenstoel, het Plop Hamburger Restaurant. Een van de belangrijkste veranderingen was het Apirama: alle bijen verdwenen er en maakten plaats voor de kabouters uit de populaire reeks Kabouter Plop. Deze attractie werd omgedoopt tot Het Bos van Plop.
Het volgende seizoen (2001) werden enkele "foutjes" weggewerkt zoals het tekort aan horeca en parkeerplaats. Het tekort aan horeca werd eenvoudig opgelost door de opening van een nieuw restaurant: Wizzy's Fornuis. De nieuwe attracties van dat jaar zijn Storm op Zee en De Dansende Fonteinen. In 2002 reden de Tractors van Big en Betsy voor het eerst uit.
In 2004 werd De Draak (sinds 2025 Draconis) geopend. Dit is een gemotoriseerde achtbaan van Mack Rides en staat op het vernieuwde Kasteelplein (sinds 2025 Nachtwacht: Schemermeer), waar naast het nieuwe kasteel, ook een nieuwe winkel (De Kasteelwinkel), restaurant (De Gouden Wafel) en sanitair blok te vinden zijn. De attractie werd zo gebouwd dat deze enkele keren voorbij De Boomstammetjes (sinds 2019 DinoSplash) raast. Met de investering in De Draak en de Kasteelzone, wilde de Plopsa Group aantonen meer te zijn dan gewoon een "kinderparkje".
Bumba kreeg in seizoen 2005 een eigen show in het Klein Theater. Dansen op liedjes van K3, Spring en de SixTeens kon men in de Kinderdisco, later Disco BemBem. Voor de kleinsten opende er in de hoeve van Big en Betsy De Tuin van Big. De Brandweer en De Carrousel openden dan weer op de Kermis van Samson en Gert.

### Verdere uitbreidingen

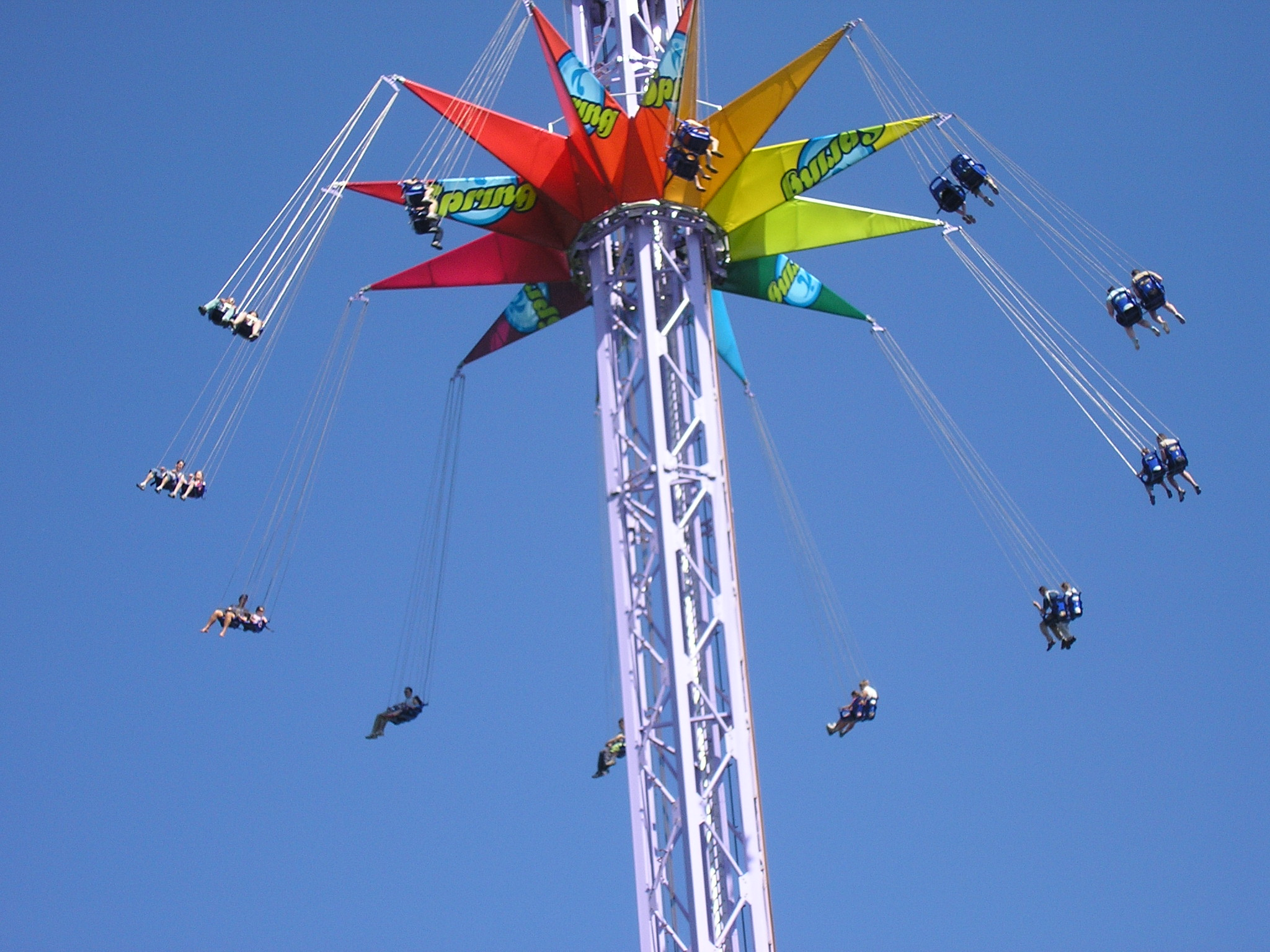
SpringFlyer (nu NachtwachtFlyer)

In 2006 werden twee attracties aan het park toegevoegd: een Duitse Mack SuperSplash, die de naam SuperSplash kreeg, en een starflyer van ongeveer 70 meter hoog. De SuperSplash kreeg een plaatsje in de vernieuwde Piratenzone. Het is een zogenaamde waterachtbaan, een combinatie van een achtbaan en een splash. Ook Piet Piraat en zijn kornuiten bevinden zich in de Piratenzone en voor kleine kinderen waren er de Bumperboats, kleine bootjes in ondiep water. Begin mei 2006 opende de SpringFlyer, genoemd naar de bekende muziekgroep Spring. Deze attractie heette daarna de ROX Flyer, en heet nu de Nachtwacht-Flyer. Bij de aanpassingen in de Piratenzone werd ook De Piratenboot verplaatst. Bezoekers lopen sindsdien over een houten paadje, over het water, naar de attractie. Wanneer de attractie in werking is, is het mogelijk dat een bootje van de SuperSplash onder De Piratenboot vaart. Op 10 en 11 juni 2006 werd een groot feest gegeven voor het tienjarig bestaan van Studio 100. Het K3-museum werd dan geopend. Tevens werd het logo veranderd en sindsdien heet het pretpark voluit Plopsaland De Panne, dit om het onderscheid te maken met de andere parken uit de Plopsa-familie: Plopsa Indoor Hasselt en Plopsa Coo.
In 2007 werd vooral gekeken naar de iets kleinere kinderen. De Ploptuin werd vernieuwd met drie nieuwe attracties. De Emmer, De Kikkers en De Konijntjes zijn een groot succes. Ook werden enkele nieuwe horecapunten toegevoegd zoals Plops IJskraampje, IJs en Snoep Kraampje, Frieda's Corner, Hollandsche Gebakkraam, Pannenkoekenhuisje en de Springmobiel. Er waren ook nieuwe evenementen: Ketnet Freezzz (hiervoor is Plopsaland Belgium in de winter open), Sinterklaas en de K3-Prinsessendagen.
In 2008 werd het park grotendeels gerenoveerd. Er kwamen vier nieuwe attracties, waaronder De Jetski's en De Vliegende Fietsen van Mega Mindy. Voor de allerkleinsten werd naast Het Bos van Plop een kleine speeltuin aangelegd: De Bumbaspeeltuin. Ook De Draaimolen, een kleinere versie van De Carrousel, was nieuw in het park. Aan de attractie De Rollerskater van Wizzy en Woppy werd een reuzegroot rek geplaatst, zodat het lijkt alsof de bezoekers zo klein zijn als Wizzy, Woppy en hun maatjes. De ingang is verkleind, zodat het inkomplein groter wordt. Een gedeelte aan de rechterkant van de inkom is afgesloten, waaronder de fotostand. In juni 2008 werd tevens de nieuwe ingang en de nieuwe Plopsa-winkel geopend, aan de linkerkant van het park, met de grote deur. In het begin van het park staat De Carrousel. Waar De Carrousel vroeger stond, staat nu De Balloon Race. Op de plaats van De Balloon Race staat De Draaimolen voor de allerkleinsten.
Disco BemBem werd vervangen door het K3-museum, dat van locatie veranderde. De attractie Space verhuisde naar een ander pretpark, in de plaats kwam het horecapunt Hollandsche Gebakkraam. Voor de attracties van Mega Mindy is ook een nieuw horecapunt geplaatst: De Fonkel-mobiel. Aan de inkom van het vroegere Sprookjesbos werd een resterend hutje omgetoverd tot een inkijkhuisje waar men aan de hand van een video kan zien hoe het Meli Park er vroeger uitzag. Tevens liggen hier enkele bijen uit het vroegere Apirama (nu Het Bos van Plop) en poppen uit het vroegere sprookjesbos.
Op 28 mei 2008 nam Plopsaland een nieuwe ingang in gebruik. Het nieuwe ingangsplein is voor Plopsaland een laatste belangrijke stap in de omvorming van het oude Meli Park tot Plopsaland en tegelijk een eerste opstap naar het Plopsaland Resort Belgium, dat onder meer wordt uitgebreid met een hotel. De zes miljoen euro kostende nieuwe entree heeft een twaalf meter hoge deur die altijd op een kier zal staan als blikvanger, omzoomd door zes sokkels met gouden beelden van de belangrijkste Studio 100-figuren: Samson, Kabouter Plop, Piet Piraat, Bumba, Woppy en Mega Mindy. De entree geeft uit op de nieuwe Plopsaboulevard, een overdekte straat waar onder meer de nieuwe gastenservice en de grootste Studio 100-winkel van de Benelux te vinden zijn. Om de opening van de nieuwe ingang te vieren, plaatste Plopsaland het grootste springkasteel van België in het park.

### Anubis The Ride en Mayaland
Op 4 april 2009 opende Plopsaland zijn tiende seizoen met de komst van Anubis The Ride, een achtbaan van de fabrikant Gerstlauer. De achtbaan bestaat uit een horizontale lancering waarbij de wagentjes in twee seconden tot 90 km per uur worden gelanceerd om vervolgens verticaal op een 'Tophat' 34 meter omhoog te rijden en daarna een duik naar beneden te nemen. Er zitten drie inversies in verwerkt. De wagentjes zijn ook vooruitstrevend en zijn volgens een tribune gebouwd met een gradatieverschil zodat elke passagier het gevoel moet krijgen vooraan te zitten. Het station van de achtbaan is overigens een replica van het echte Het Huis Anubis-gebouw op 2/3 van de werkelijke grootte, waardoor de bezoeker het gevoel krijgt dat hij in de echte serie rondloopt. Tezelfdertijd werd het logo van het park aangepast. Op de achtergrond verschenen de rails van een achtbaan, verwijzend naar de nieuwe attractie Anubis The Ride. Een jaar later werd er voor één jaar op het logo in het groot een tien bijgetekend, want het pretpark was tien jaar in de handen van Studio 100.
In de zomer van 2011 opende Plopsaland Mayaland, een indoorhal gethematiseerd naar het figuurtje Maya de Bij. Deze hal telt tien nieuwe attracties, twee themarestaurants en een winkel. Hiervoor werd het restaurant Mr. Spaghetti op het dorpsplein afgebroken. Mr. Spaghetti werd opnieuw opgebouwd maar deze keer naast Mayaland. Het is nu volledig in de stijl van Italië met de typische balkonnetjes en andere accenten. De bootjes van Het Bos van Plop zijn ook grondig vernieuwd. Nu staat er vooraan op het bootje een grote kaars en aan de achterkant van het bootje staat er een grote bedrand.
In de lente van 2013 werden De Vaat en Dongo's Race en de daarbij behorende shop en themazone veranderd naar een Kaatje-thema. De Vaat werd Kaatje zoekt Eendje en Dongo's Race werd Viktors Race. Ook opende de nieuwe themazone rond Wickie de Viking met een shop, een Panos en twee nieuwe attracties, genaamd Wickie The Battle en De Grote Golf. In 2014 werd ook nog een volwaardig station gebouwd voor Wickie The Battle, en werd nog een extra uitgiftepunt gebouwd, namelijk Ylva's Fruit.

### Vijftienjarig jubileum

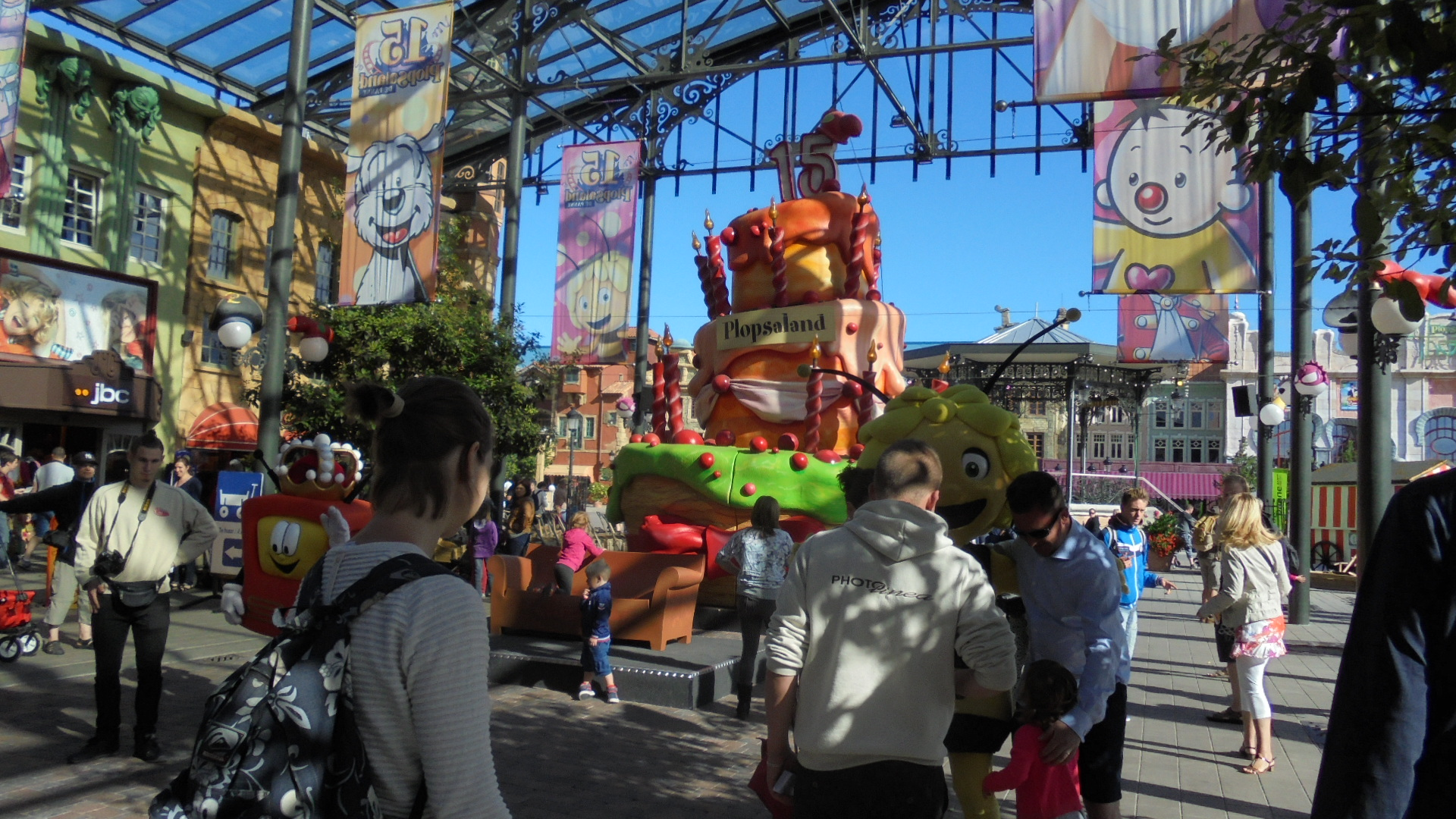
Ingangzone 2015, een taart ter ere van het 15-jarige bestaan.

In 2015 bestond het park vijftien jaar en ter ere van deze verjaardag waren er heel wat nieuwigheden. Op 22 maart 2015 werd Plopsaqua geopend voor bezoekers. De dag ervoor vond er in het toenmalige Plopsa Theater een grootse openingsshow plaats. Bij de start van het pretparkseizoen in april werd het vernieuwde Kermisplein van Samson & Gert geopend. De zweefmolen Wienerwalz werd vervangen door een nieuwe zweefmolen en op de plaats van het beeld van Samson & Gert werd een kiosk gebouwd waarop optredens kunnen plaatsvinden. Ook werd het K3-museum omgebouwd tot F.C. De Kampioenen Café en de antiekwinkel van Fernand. Speciaal voor deze verjaardag werd ook de Plopsa Parade geïntroduceerd. De parade rijdt dagelijks door het park. 
Op 31 oktober werd het nieuwe Prinsessia-gedeelte feestelijk geopend. De Koffiekopjes van Wizzy en Woppy werden omgebouwd tot het kasteel uit de televisiereeks Prinsessia. 

### Periode 2017 - 2023
In 2017 kwam er een themazone rond Heidi. Hoofdattractie hier is houten achtbaan Heidi the Ride. In 2019 werd het thema van De Boomstammetjes aangepast. Voorheen stond deze waterattractie in het teken van Samson en Gert, maar dit werd veranderd in een thema met Dinosaurussen, de naam van de attractie veranderde dan ook in DinoSplash.
Op 19 maart 2021 bevestigde Plopsaland Belgium dat ze de ROX Flyer tijdelijk gingen hernoemen naar het Tik-Tok duo Celine & Michiel. Initieel zou de attractie na de actie met Celine & Michiel gedecoreerd worden naar Studio 100, naar aanleiding van het vijfentwintigjarige jubileum hiervan. Op 23 maart had een online petitie om het nieuwe thema een halt toe te roepen al meer dan 80.000 handtekeningen verzameld. Door alle ophef maakte Plopsaland op deze zelfde dag nog bekend om even te wachten met de transformatie van de attractie. Plopsa bevestide wat later dan maar dat ze de attractie niet in dit thema zullen thematiseren. Op 8 mei 2021 opende de attractie uiteindelijk onder de naam: Nachtwacht-Flyer, gethematiseerd naar het jeugdprogramma Nachtwacht.
Op 21 juli 2021 opende in Plopsaland Belgium The Ride to Happiness by Tomorrowland, na drie weken aan "trial runs". Voor deze eerste Extreme Spinning Coaster van Europa werkt Plopsa samen met Tomorrowland, het bekendste dance-festival van België. De achtbaan heeft twee lanceringen en vijf inversies. Plopsaland wil met de opening van deze achtbaan op korte termijn de bezoekersaantallen vergroten naar 2 miljoen bezoekers per jaar.
Ook in 2021 opende het eerste hotel van Plopsa. Het ligt aan het centrale plein waar ook de ingang van het pretpark, waterpark Plopsaqua en het Studio 100 Theater De Panne te vinden zijn. Naast de opening van het Plopsaland Theater Hotel opende ook in dat jaar Plopsaland Village. Plopsaland Village is de eerste officiële Plopsaland camping waar bezoekers kunnen overnachten in een eigen tent, caravan of camper. Voorheen was dit camping Westhoek die was aangekocht door Plopsaland.
Circus Bumba, geopend in avant-première tijdens de Nacht van de Abonnees op 8 juli 2023, telt vijf nieuwe attracties. Dit indoor themagedeelte staat op de plaats van het voormalige Klein Theater (Bumba Theater). Het nieuwe restaurant Frituur De Spiegeltent ligt exact op dezelfde locatie als het oude Fred Kroket. In deze indoorzone zijn een Klimtoren, een Ballenbad, een Crazy Bus en Samba Balloon te vinden. Uitblinker in deze zone is uiteraard de nieuwe darkride Op Reis met Bumba. Naast deze attracties is er ook een theater en snackuitgiftepunt Bumba Snack te vinden. Tot voor het aangekondigde faillissement van Dunkin' in 2024 was er ook Dunkin' in het park aanwezig. Daar ligt nu de Bumbar.

### Studio 100 Festival
Het seizoen van 2024 zorgde voor heel wat veranderingen. Zo maakte Plopsa nieuwe logo's bekend, dit met bijpassende huisstijl voor elk Plopsa park. Met deze veranderingen wil Plopsa nog verder af van het kinderlijke imago. Het oogde verder ook strakker en was een volgende stap naar een samenhang tussen verschillende parken, maar met name het Plopsaland Resort Belgium.
Bij de start van seizoen 2024 veranderde de overkoepelende naam van Plopsaland Belgium met zwembad, theater en verblijfsaccommodaties naar Plopsa Resort Belgian Coast. Wat later veranderde deze naar Plopsaland Resort Belgium, zodat ook buitenlandse bezoekers meteen zouden begrijpen waar het gelegen is. Samen met de laatste naamswijziging werd ook een onderscheid gemaakt op Plopsa Village, wat sindsdien ook een overkoepelende naam Plopsaland The Village krijgt, zo is het gedeelte met tenten, caravans of campers nu Plopsaland Base Camp. Het gedeelte met de gethematiseerde chalets gaat sindsdien verder onder de naam Plopsaland Studio 100 Chalets. De naam van het voormalige Plopsa Hotel werd Plopsaland Theater Hotel.
Ook vond sindsdien een nieuw evenement plaats, het Studio 100 Festival. Zo ontwaakt de magie van het festival dagelijks met De Grote Welkom Show, dit twintig minuten voor opening van het park. Op openingstijd van het park mag een gezin de grote sleutel omdraaien om het park zo te openen. Gedurende de dag zijn er tal van meet-and-greets met Studio 100 (voorheen: Plopsa) figuren, nóg meer dan de laatste jaren. Zo maakten ook Wizzy & Woppy opnieuw hun intrede in het park. Gedurende het zomerseizoen kon er verder genoten worden van tal van optredens, onder andere van Kabouter Klus en Samson en Marie. Tijdens de nocturnes is er extra ingezet op entertainment met Festival van Dans, een liveoptreden van de Plopsa Stars en aansluitend een vuurwerkshow. Ook nieuw in het entertainmentaanbod is het Studio 100 Festival On Wheels, de vervanger van de Plopsa Parade. Dit is een nieuwe parade met gethematiseerde fietsen waar de figuren op staan. Aansluitend is er een slotshow Grand Finale op het dorpsplein waarin de figuren op verschillende Studio 100 nummers dansen.
Tevens pakte Plopsaland Belgium ook uit met een nieuwe naam voor het theater, het Studio 100 Theater De Panne. Daar werden tijdens zomerseizoen 2024 tal van shows gehouden. Zo hielden Samson & Marie opnieuw hun zomershow, maar ook was er een zomerrevue van Gert Verhulst & James Cooke en tot slot de sprookjesmusical Sneeuwwitje.
Sinds 2024 is ook de laatste nieuwe verblijfsaccommodatie van Plopsaland geopend, genaamd Plopsaland Village. Deze is te vinden achteraan op het terrein van Plopsaland The Village en bevat tal van gloednieuwe villa's met een subtiele knipoog naar de Studio 100 figuren. Met de opening van deze laatste overnachtingsmogelijkheid is dit een nieuwe stap naar het maken van een meerdagenbestemming. 

### 25 jaar Plopsaland Belgium
Op 29 maart 2025 vond de Grand Opening plaats. Hiermee werd het nieuwe seizoen van Plopsaland Belgium feestelijk ingezet. Er was een officieel openingsmoment met Gert Verhulst, Hans Bourlon en Plopsa-CEO Carl Lenaerts. Op deze dag ging ook de 25 Celebrations Parade, de opvolger van het Studio 100 Festival On Wheels, in première. De parade bestaat uit 8 gethematiseerde wagens die in een nieuwe paradehal achter Circus Bumba gestationeerd worden.
Tijdens het zomerseizoen kwam ook de Gert & James ZomerRevue terug, ditmaal onder de naam Gert & James Zomershow - Beste vrienden. Een nieuwe Bumba show Bumba Amico Show is tevens gestart bij de heropening van het park, op 8 februari. De show Bumba maakt Muziek, die hiervoor enkel nog maar in De Panne speelde, is op 18 januari 2025 in première gegaan in Plopsa Indoor Hasselt. Op 29 maart, de dag van de Grand Opening, is de nieuwe Mayashow Het Bal van de Koningin in première gegaan.
Gedurende de sluitingsperiode in januari en februari, en ook tijdens maart, zijn naar aanloop van het 25e seizoen 25 verrassingen bekend gemaakt voor het jubileumjaar. Elke week tussen 6 januari en 28 maart 2025 kon je meerdere nieuwtjes per week terugvinden op een speciale pagina voor de verjaardag van het park en op de sociale media. De nieuwtjes konden gaan van spectaculaire evenementen en magische shows tot nieuwe attracties en unieke merchandise.
Een van de nieuwtjes die bekend werden gemaakt is een nieuwe attractie voor Wickieland, namelijk Wickie's Wervelwind. Deze attractie is op 12 juli geopend. Verder werd ook de herthematisatie van De Draak bekend gemaakt, die sinds 29 maart door het leven gaat als Draconis.
Evenementen tijdens het zomerseizoen waren onder andere ontmoetingen met Kabouter Klus en Brandweerman Bill uit Samson en Marie. Ook waren er meerdere shows op nocturnes zoals Summer Swings!, De Grote Top 25 Meezingshow en een Dance Along. Voor die laatste twee werd beroep gedaan op Remi De Smet en showkoor SPOTZ-on. Op 14 juli ging de jubileumshow Plopsa Droom in première waarin elf Studio 100 figuren én oude mascotte Koning Plopsa te zien waren. In de show belandden Samson, Marie en Brandweerman Bill in een droom waarin Koning Plopsa hen een uitnodiging geef voor een feestje. Ze gingen vervolgens op reis door de werelden van de figuren, en dit op een vliegende slagroomtaart. Wanneer ze alle figuren bijeen gehaald hebben, blijkt het allemaal een droom te zijn. Op het einde van de show vieren alle figuren alsnog een feest. Voor deze show werd een speciaal lied Wie Vliegt Er Mee? geschreven.
Eind augustus wordt Plopsaland voor even K3-land waarin Hanne, Marthe en Julia even Plopsaland omtoveren om te doen wat zij willen. Er staat een live optreden, meet-and-greet, K3-cinema, een groot verkleedfeest en nog tal van andere dingen op het programma.

## Parkindeling

### Dorpsplein

#### Attracties
| Naam                    | Type           | Bouwer                    | Bouwjaar                                                                                                 | Bijzonderheden | Foto |
| ----------------------- | -------------- | ------------------------- | --- | --- | ---- |
| F.C. De Kampioenen Café | Museum         |                           | 2015 | Van 2006 tot 2015 was er in het gebouw het K3-museum. Na de afbraak van het K3-museum werden de spullen naar Plopsa Indoor Hasselt gebracht. |      |
| De Dansende Fonteinen   | Waterattractie | Trevi                     | 2001 | |      |
| Plopsa Express          | Rondrit        | Chance Rides & Mack Rides | 1983 | Deze trein stopt sinds 2016 even bij Anubis The Ride om een zicht te hebben op de lancering van de achtbaan.                                 |      |
| Verkeerspark            | Verkeerspark   | SBI Sweden                | 2007: Mega Mindy-thema 2012: K3-thema 2021: Echte Verhalen: De Buurtpolitie-thema 2024: Studio 100-thema | |      |

#### Snacks, restaurants en winkels
- Barbecue Dorpsplein
- F.C. De Kampioenen Café
- Het Torentje
- Panos Dorpsplein
- Mr. Spaghetti
- Alberto's Churros
- Frituur De Puntzak
- Plopsaland Shop

### Prinsessia/Ketnet-zone

#### Attracties
| Naam             | Type                | Bouwer             | Bouwjaar                                                                                            | Bijzonderheden | Foto |
| ---------------- | ------------------- | ------------------ | --------------------------------------------------------------------------------------------------- | --- | ---- |
| De Koffiekopjes  | Theekopjesattractie | Mack GmbH          | 2003: Wizzy en Woppy-thema 2015: Prinsessia-thema                                                   | In 2015 worden De Koffiekopjes in Wizzy en Woppy-stijl geherthematiseerd in Prinsessia-stijl. Bij deze vernieuwing werd de attractie volledig overdekt door een kasteel. |      |
| #LikeMe Coaster  | Tivoli Large        | Zierer             | 1976 2000: Wizzy en Woppy-thema 2013: Kaatje van Ketnet-thema 2014: nieuwe baan 2022: #LikeMe-thema | De achtbaan opende in Meli Park in 1976, in 2000 kreeg hij een Dongo-thema, de schildpad uit Wizzy en Woppy. Vanaf 2013 veranderde dit naar Viktor uit Kaatje van Ketnet. De oude achtbaan werd in 2014 door een nieuwe kopie vervangen. Voor het seizoen van 2022 werd het thema veranderd in #LikeMe. |      |
| Tik Tak          | Rondvaart           | Mack GmbH          | 2000: Wizzy en Woppy-thema 2013: Kaatje van Ketnet-thema 2022: Tik Tak-thema                        | In 2013 werd De Vaat in Wizzy en Woppy-stijl geherthematiseerd in Kaatje-stijl. De oude decoraties werden verhuisd naar de Rollerskater. In 2022 werd het weer geherthematiseerd naar een Tik Tak-thema. De decoraties van Kaatje zoekt Eendje werden gebruikt in de Ketnet-zone. |      |
| Nachtwacht-Flyer | Starflyer           | Funtime Industries | 2006: Spring-thema 2013: ROX-thema 2021: Nachtwacht-thema                                           | In 2013 werd SpringFlyer omgedoopt tot ROX-Flyer. De oude regenboogkleuren werden vervangen door blauw en grijs. In 2021 werden de plannen gemaakt om de ROX-Flyer te verbouwen in de CeMi-Flyer. Daar kwam veel kritiek op, er werd zelf een petitie gemaakt. Plopsa heeft dan beslist om die plannen niet door te laten gaan. Enkele weken later beslist Plopsa om de ROX-flyer in een heel nieuw jasje te steken. Nu is de ROX-flyer de Nachtwacht-flyer. |      |

#### Snacks, restaurants en winkels
- Prinsessia Restaurant
- Frits & Frats
- Nachtwacht Snack
- Prinsessia Boutique
- #LikeMe Shop

### K3/Mega Mindy-zone

#### Attracties
| Naam                 | Type              | Bouwer   | Bouwjaar                                       | Bijzonderheden | Foto |
| -------------------- | ----------------- | -------- | ---------------------------------------------- | --- | ---- |
| K3 Roller Skater     | Stalen achtbaan   | Vekoma   | 1990 2000: Wizzy en Woppy-thema 2019: K3-thema | Bij de overname van het park door Studio 100 werd de attractie vernieuwd en gethematiseerd in het thema van Wizzy en Woppy. In 2019 kreeg deze een nieuwe renovatie en opende als de K3 Roller Skater. De oude decoratie, die zich vroeger bij De Vaat bevond, werd verhuisd naar de kant van een pad nabij het Buurtpolitie Verkeerspark. |      |
| Mega Mindy Jetski    | Jetski            | Zierer   | 2008                                           | |      |
| De Vliegende Fietsen | Vliegende fietsen | Zamperla | 2008                                           | |      |

#### Snacks, restaurants en winkels
- K3 Keuken
- Megamobiel

### Nachtwacht: Schemermeer

#### Attracties
| Naam       | Type                    | Bouwer    | Bouwjaar                                               | Bijzonderheden | Foto |
| ---------- | ----------------------- | --------- | ------------------------------------------------------ | --- | ---- |
| DinoSplash | Boomstamattractie       | Mack GmbH | 1989 2000: Samson en Gert thema 2019: Dinosaurus thema | Toen De Draak geopend werd veranderde de naam van "Boomstammetjes" naar "Het Kasteel van Koning Samson" om enkele jaren later weer terug naar de oude naam veranderd te worden. In 2019 kreeg de attractie een grondige make-over qua thematisatie. De attractie werd volledig gestript waarbij het oude thema volledig werd weggehaald en vervangen door een dinosaurus-thema. Het is een van de grotere van Europa, zowel qua lengte als hoogte. De baan heeft een dubbele drop. |      |
| Draconis   | Gemotoriseerde achtbaan | Mack GmbH | 2004                                                   | - De attractie kruist zeven keer de baan van DinoSplash en het is de hoogste in zijn soort. - Van 2004 tot februari 2025 stond Draconis bekend als "De Draak". De naamswijziging werd aangekondigd in samenhang met de hernoeming van de Kasteelzone naar de Nachtwacht-zone. |      |

#### Snacks, restaurants en winkels
- Helena's Snackhuis
- Schemermeer Barbecue
- Spirello Cottage
- De Deegrol
- Nachtwacht Winkel

### Heidiland

#### Attracties
| Naam           | Type                   | Bouwer                       | Bouwjaar | Bijzonderheden | Foto |
| -------------- | ---------------------- | ---------------------------- | -------- | -------------- | ---- |
| Heidi The Ride | Houten achtbaan        | Great Coasters International | 2017     |                |      |
| De Dierenmolen | Farm Animals Carrousel | Wooddesign                   | 2017     |                |      |

Snacks, restaurants en winkels
- Pizza Hut
- Heidi Shop

### Piratenzone (Piet Piraat) enHet Huis Anubis-zone

#### Attracties
| Naam                | Type            | Bouwer             | Bouwjaar | Bijzonderheden | Foto |
| ------------------- | --------------- | ------------------ | -------- | --- | ---- |
| De Hangbrug         | Apenbrug        | Kaiser & Kuhne     | 1995     | Bij de bouw van de Supersplash naar zijn huidige locatie verhuisd. Verbond daarvoor de huidige Ketnet-zone met de Storm op Zee. |      |
| De Piratenboot      | Schommelschip   | HUSS               | 1981     | Opende in 1981 op het Dorpsplein. Werd in de jaren 90' verplaatst naar het meer, waar momenteel het eten- en drankwinkeltje Sibuna staat. Wanneer de Supersplash gebouwd werd, in 2006, werd hij verplaatst naar de plaats waar hij momenteel nog steeds staat, in de Piratenzone. |      |
| SuperSplash         | Waterachtbaan   | Mack Rides         | 2006     | Deze Super Splash was voor de bouwer de eerste met een in de toren ingebouwde lift. |      |
| Storm op Zee        | Rupsbaan        | Mack Rides         | 2001     | |      |
| De Waterfietsen     | Waterfiets      | Van Dalen Products | 1995     | Na in 2006 een piratenthema te hebben gekregen, werden in 2012 de standaardfietsen vervangen door waterfietsen in de vorm van zwanen. |      |
| De Piratenspeeltuin | Speeltuin       |                    | 2006     | |      |
| Anubis The Ride     | Lanceerachtbaan | Gerstlauer         | 2009     | De achtbaan heeft 3 inversies en in 2 seconden tijd wordt de inzittende gelanceerd naar een snelheid van 90 km/h. |      |

#### Snacks, restaurants en winkels
- Piratengrill
- Pop-up Bar
- Sibuna
- Piraten Outlet

### Kermisplein (Samson en Marie)

#### Attracties
| Naam         | Type                    | Bouwer             | Bouwjaar | Bijzonderheden                                                                                      | Foto |
| ------------ | ----------------------- | ------------------ | -------- | --------------------------------------------------------------------------------------------------- | ---- |
| Balloon Race | Luchtballonnencarrousel | Zamperla           | 2001     | |      |
| Safari       | Rondrit                 | Sartori Montagnana | 1992     | |      |
| Scooter      | Botsauto's              | Bertazzon          | 2000     | |      |
| Wienerwalz   | Zweefmolen              | Wooddesign         | 2015     | In 2015 werd de oude Wienerwalz vervangen door een nieuwe zweefmolen omdat de vorige verouderd was. |      |
| Carrousel    | Draaimolen              | Wooddesign         | 2004     | Deze attractie staat sinds de paasvakantie van 2023 centraal op het Kermisplein.                    |      |

#### Snacks, restaurants en winkels
- Chez Albert
- Mevrouw Praline
- De Koets

### Circus Bumba (Bumba)

#### Attracties
| Naam              | Type                        | Bouwer           | Bouwjaar               | Bijzonderheden | Foto |
| ----------------- | --------------------------- | ---------------- | ---------------------- | --- | ---- |
| Op Reis met Bumba | Darkride                    | Metallbau Emmeln | 2023                   | Dit is de tweede darkride in Plopsaland Belgium en tevens de eerste die de Plopsa Group zelf laat bouwen binnen alle Plopsa parken. Geopend op 21 juli tijdens de officiële opening van de nieuwe indoor zone. |      |
| Bumballoon        | Samba Balloon               | Zamperla         | 2023                   | Geopend in avant-première tijdens de Nacht van de Abonnees op 8 juli. |      |
| De Dolle Busrit   | Crazy Bus (vliegend tapijt) | Zamperla         | 2023                   | Geopend in avant-première tijdens de Nacht van de Abonnees op 8 juli. |      |
| Poppa's Klimtoren | Speeltuin                   |                  | 2023                   | |      |
| Tumbi's Ballenbad | Ballenbad                   |                  | 2023                   | |      |
| Bumbaspeeltuin    | Speeltuin                   |                  | 2008 Vernieuwd in 2017 | |      |

#### Snacks, restaurants en winkels
- Bumba Snack
- Bumbar
- Frituur De Spiegeltent
- Bumba Shop

#### Andere
- Theater, hier wordt meermaals per dag de nieuwe Bumbashow Bumba Amico Show gespeeld. Tot en met 5 januari 2025 was dit de show Bumba maakt Muziek. Ook worden hier meet-and-greets met Bumba en zijn vrienden gehouden. Wanneer deze er niet zijn, zijn er afleveringen en videoclips van Bumba te zien.[13] Tijdens seizoen 2024 werd hier ook de Maya show Maya is jarig! opgevoerd. Vanaf 29 maart is dit de show Het bal van de Koningin.

### Ploptuin (Kabouter Plop)

#### Attracties
| Naam          | Type           | Bouwer                     | Bouwjaar | Bijzonderheden | Foto |
| ------------- | -------------- | -------------------------- | -------- | --- | ---- |
| Ploptuin      | Speeltuin      |                            | 1984     | Opende in 1984 als het speelplein Carioca in Meli Park. In 2010 werden de toestellen vervangen door nieuwe toestellen. |      |
| De Eenden     | Watercarrousel | Metallbau Emmeln           | 2000     | |      |
| De Emmer      | Waterattractie | Automatic Spraying Systems | 2007     | |      |
| De Kikkers    | Jump Around    | Zamperla                   | 2007     | |      |
| De Konijntjes | Paardenbaan    | Metallbau Emmeln           | 2007     | |      |

#### Snacks, restaurants en winkels
- Kwebbelhoekje
- Plop Hamburger Restaurant

### Big & BetsyHoeve / Het Bos vanPlop

#### Attracties
| Naam              | Type            | Bouwer           | Bouwjaar                                | Bijzonderheden | Foto |
| ----------------- | --------------- | ---------------- | --------------------------------------- | --- | ---- |
| Big & Betsy Hoeve | Kinderboerderij |                  | Onbekend                                | Meli-park had in 1986 de boerderij 't Palinghof opgekocht. |      |
| De Doorloopweide  | Kinderboerderij |                  | 2007                                    | |      |
| De Tractors       | Rondrit         | Metallbau Emmeln | 2002                                    | |      |
| De Tuin van Big   | Speeltuin       |                  | 2005                                    | |      |
| Het Bos van Plop  | Dark water ride | Metallbau Emmeln | 1979: Apirama 2000: Kabouter Plop-thema | De attractie Apirama uit het vroegere Meli Park werd in 2000 omgebouwd tot Het Bos van Plop. De attractie bevindt zich niet bij de andere Plopattracties maar aan de andere kant van het Dorpsplein. |      |

#### Snacks, restaurants en winkels
- Big & Betsy Hoeve
- Ton van Plop
- Plop Shop

### Wickieland (Wickie de Viking)

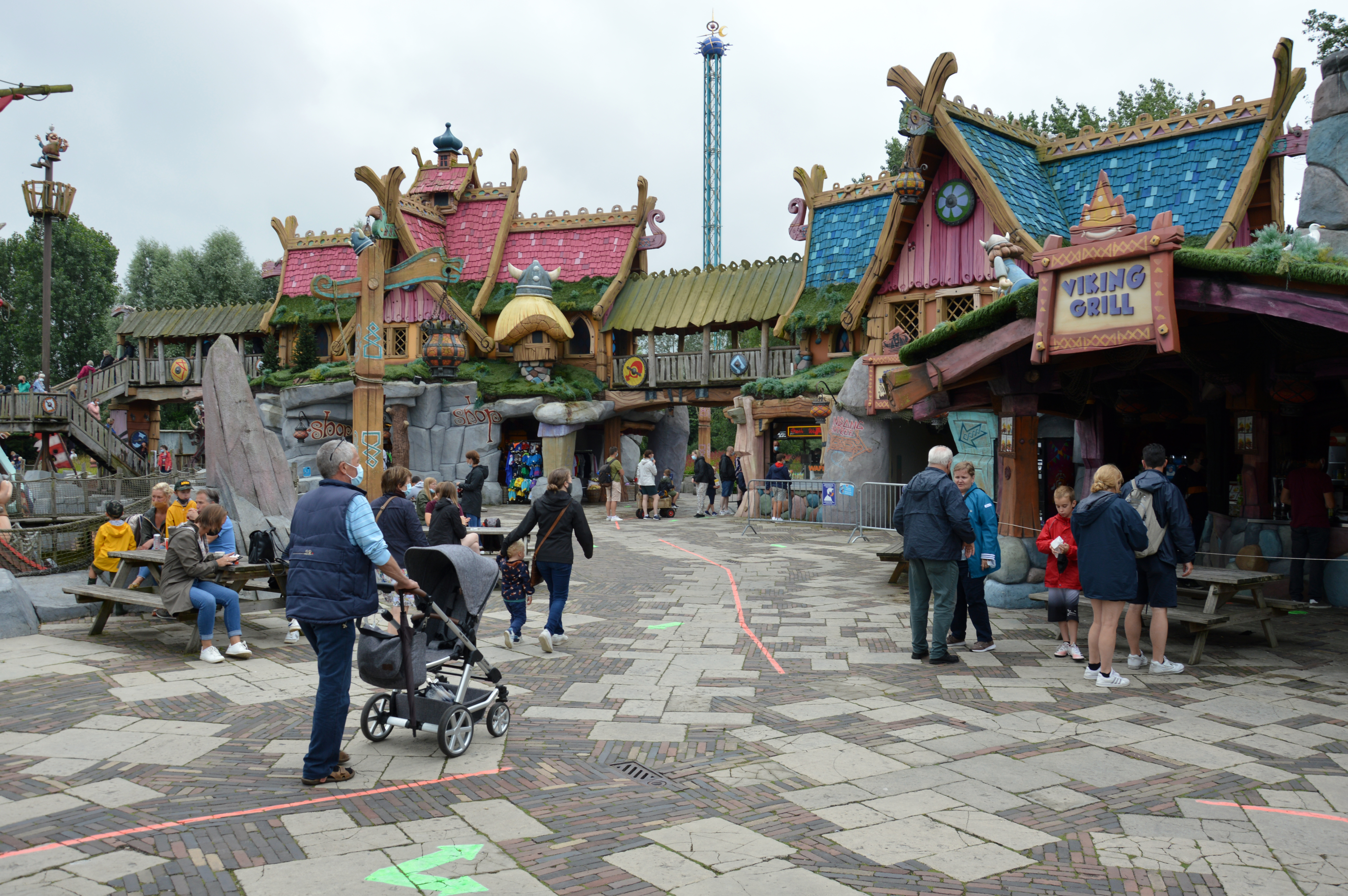
Wickieland

#### Attracties
| Naam                | Type           | Bouwer          | Bouwjaar | Bijzonderheden                                                             | Foto |
| ------------------- | -------------- | --------------- | -------- | -------------------------------------------------------------------------- | ---- |
| De Grote Golf       | Disk'O Coaster | Zamperla        | 2013     |                                                                            |      |
| Wickie The Battle   | Splash battle  | Mack GmbH       | 2013     |                                                                            |      |
| Wickie's Wervelwind | Wild swing     | ART Engineering | 2025     | Wickie's Wervelwind was origineel aangekocht voor Plopsa Indoor Coevorden. |      |

#### Snacks, restaurants en winkels
- Panos Halvar's Sandwich
- Viking Grill
- Spirello Wickieland
- Ylva's Fruit
- Wickie's Shop

### Mayaland (Maya de Bij)

#### Attracties
| Naam              | Type             | Bouwer           | Bouwjaar | Bijzonderheden                                           | Foto |
| ----------------- | ---------------- | ---------------- | -------- | -------------------------------------------------------- | ---- |
| De Bloemenmolen   | Flying Fish      | Zierer           | 2011     | Voor deze attractie werd een speciaal liedje geschreven. |      |
| De Swingboom      | Kontiki          | Zierer           | 2011     |                                                          |      |
| De Valtoren       | Vrije val        | Zierer           | 2011     |                                                          |      |
| De Waterlelies    | Demolition Derby | Zamperla         | 2011     |                                                          |      |
| De Glijbaan       | Glijbaan         | Metallbau Emmeln | 2011     |                                                          |      |
| Het Ballenbad     | Ballenbad        |                  | 2011     |                                                          |      |
| De Speelboom      | Speeltuin        |                  | 2011     |                                                          |      |
| Het Spinnenweb    | Hangbrug         |                  | 2011     |                                                          |      |
| Het Vlot          | Vlot             |                  | 2011     |                                                          |      |
| Willy's Speeltuin | Speeltuin        |                  | 2011     |                                                          |      |

#### Snacks, restaurants en winkels
- De Platte Steen
- Maya's Restaurant
- Maya Shop

### Tomorrowland Zone

#### Attracties
| Naam                                  | Type                     | Bouwer     | Bouwjaar | Bijzonderheden                                                 | Foto |
| ------------------------------------- | ------------------------ | ---------- | -------- | -------------------------------------------------------------- | ---- |
| The Ride to Happiness by Tomorrowland | Extreme Spinning Coaster | Mack Rides | 2021     | Dit is de allereerste Mack Extreme Spinning Coaster in Europa. |      |

#### Snacks, restaurants en winkels
- Aperto
- The Ride to Happiness Shop

### Andere accommodaties

#### Theaters
- Studio 100 Theater De Panne

Het Studio 100 Theater De Panne is de grootste theaterzaal in Plopsaland en biedt plaats aan 1400 personen. De zaal wordt gebruikt voor de parkshows van Plopsaland en voor externe shows, zoals de jaarlijkse Samson en Marie Kerstshow. Het Studio 100 Theater De Panne werd geopend op 14 juli 2013. De bouw ervan duurde zo'n 5 maanden.
- Kiosk
- Bumba Theater

Het Bumba Theater ligt in de hal van Circus Bumba en opende samen met de indoorzone op 8 juli 2023.

##### Voormalige theaters
- Groot Theater (1995-4 november 2012)
- Klein Theater (2008-5 januari 2014)

#### Zwembaden
- Plopsaqua

## Voormalige attracties
| Naam                      | Soort                                  | Constructeur | Openingsjaar | Sluitingsjaar | Extra info | Foto |
| ------------------------- | -------------------------------------- | ------------ | ------------ | ------------- | --- | ---- |
| Amika                     | Kinderboerderij                        |              | 2009         | 2023          | In juni 2023 is besloten Amika op pensioen te plaatsen bij een voormalig dierenverzorger van het park. |      |
| De Brandweer              | Interactieve attractie, Spuitattractie | Zamperla     | 2004         | 2023          | De laatste rit vond plaats op 12 februari 2023. Op 13 februari is men gestart met de afbraakwerkzaamheden. De attractie moest wijken voor de Carrousel die zich op een andere locatie in het park bevond. De Carrousel werd verplaatst zodat op de vorige locatie een nieuwe technische dienst kan worden gebouwd. De Carrousel staat nu centraal op het Kermisplein waardoor het ook mooier oogt voor de komst van Circus Bumba. |      |
| De Vleermuis              | Hangende achtbaan, Tweelingachtbaan    | Caripro      | 2000         | 2018          | Klus neemt de passagiers mee in een vleermuis. De lift om de gondels terug naar het hoogste punt te brengen was uniek in de Benelux. Het laatste ritje ging door op 7 januari 2018. Daarna werd de attractie ontmanteld en verkocht aan Trans Studio Bali (Indonesië). |      |
| Bumperboats               | Bumperboats                            | Onbekend     | 2007         | 2017          | |      |
| Wienerwalz                | Zweefmolen                             | Zierer       | Jaren '80    | 2015          | Sinds seizoen 2015 staat er een nieuwe zweefmolen |      |
| Crazy Coaster             | Wildemuis- achtbaan                    | Reverchon    | 2010         | 2013          | |      |
| Radio BEMBEM Disco        | Kinderdisco                            | Plopsa       | 2005         | 2013          | Vernoemd naar de digitale radiozender van Studio100 Radio BEMBEM. Tussen 2008 en 2015 bevond zich hier het K3-museum. Tegenwoordig is hier het F.C. De Kampioenen Café. |      |
| Samson & Gert Studio Tour | Doorloopattractie                      |              | 2011         | 2012          | Bezoekers konden hier, waar nu het Bumba Theater is, door echte decors uit Samson & Gert wandelen. De attractie was maar gedurende 1 jaar geopend, aangezien de decors nog moesten gebruikt worden voor het opnemen van nieuwe afleveringen voor de serie. |      |
| Panoramic                 | Uitkijktoren Super Gyro Tower          | Intamin      | 1993         | 2008          | De toren was 80 meter hoog en had plaats voor circa 40 bezoekers. Stond op het Kasteelplein. |      |
| Ballenbaden               | Ballenbad                              | Onbekend     | Onbekend     | 2006          | De gebouwen waren te vinden op de locatie waar tegenwoordig enerzijds de doorgang is naar de Mega Mindy Zone en anderzijds de Kikkers staan. |      |
| Springkastelen            | Springkasteel                          | Onbekend     | Onbekend     | 2006          | Twee overdekte springkastelen die zich in hetzelfde gebouw als de twee ballenbaden bevonden. |      |
| De Meli-Tuinen            | Wandeltuin                             |              | Onbekend     | 2006          | Tuin met onder meer bomen, bloemen, water, planten, vogels. Tegenwoordig bevindt zich hier Mayaland. |      |
| Glijbaan                  | Glijbaan                               | Onbekend     | 1984         | 2006          | Groene en gele glijbanen op de plaats waar nu de Konijntjes zich bevinden. Na 2002 werd de groene glijbaan ontmanteld. In 2006 volgde de gele, waarna een gelijkaardige versie terugkwam in 2011 in Mayaland. |      |
| Monorail                  | Monorail                               | Schwingel    | 1973         | 2006          | |      |
| Het Vliegende Paasei      | Slingshot                              | Funtime      | 2006         | 2006          | Deze tijdelijke attractie was enkel tijdens de paasvakantie van 2006 in het park te vinden ter compensatie van de toen nog in opbouw Nachtwacht-Flyer. |      |
| Kasha                     | Reuzenrad                              | Onbekend     | Onbekend     | 2005          | Kasha was een reuzenrad die al voor de overname door Plopsa te vinden was in het park. |      |
| Sprookjesbos              | Doorloopattractie                      | Meli Park    | 1954         | 2005          | Moest deels wijken voor de in 2006 gebouwde SuperSplash. In 2009 nam Anubis: The Ride het overige deel in. |      |
| Tuf Tuf                   | Rondrit                                | Onbekend     | Onbekend     | 2005          | |      |
| De Grote Vogelkooi        | Boerderij                              |              | Onbekend     | 2004          | In 2004 verhuisden de vogels, die zich deels op de Big & Betsy Hoeve bevonden, naar parken in binnen- en buitenland. |      |
| Old Timers                | Rondrit                                | Onbekend     | Onbekend     | Onbekend      | |      |

## Bezoekersaantallen
Hieronder volgt een overzicht van de ontwikkeling van de bezoekersaantallen van Plopsaland Belgium, zoals vermeld in de jaarcijfers.
| Jaar | Bezoekers |
| ---- | --------- |
| 2011 | 1.221.108 |
| 2012 | 1.176.639 |
| 2013 | 1.222.169 |
| 2014 | 1.280.947 |
| 2015 | 1.276.302 |
| 2016 | 1.353.162 |
| 2017 | 1.398.172 |
| 2018 | 1.209.512 |
| 2022 | 1.382.632 |
| 2023 | 1.278.880 |
| 2024 | 1.388.732 |

## Hoofdzetel Plopsa-groep
De hoofdzetel van Plopsa is ook gelegen in hoofdpark Plopsaland Belgium. De burelen van de groep bevinden zich boven de grote Plopsa-winkel aan de ingang van het park. Naast Plopsaland Belgium behoren ook de pret- en waterparken Plopsaqua De Panne, Plopsaqua Landen-Hannuit, Plopsa Indoor Hasselt, Plopsaland Ardennes, Plopsa Indoor Coevorden, Holiday Park & Plopsa Station Antwerp tot die groep.

## Bereikbaarheid
Plopsaland Belgium is makkelijk per trein bereikbaar; het is gelegen dichtbij treinstation De Panne. Een pad van 450 meter voert rechtstreeks van het treinstation naar de ingang. Het is ook mogelijk één halte de Kusttram te nemen. 
Vanaf alle kust- en badplaatsen is het Plopsaland Resort Belgium bereikbaar per tram. De Kusttram heeft een halte voor de ingang. Vanuit Duinkerke rijden Franse bussen tot station De Panne.
Vanwege problemen met het drukke autoverkeer naar Plopsaland is er al vele jaren een omleidingsweg gepland.